# Объект культурного наследия России

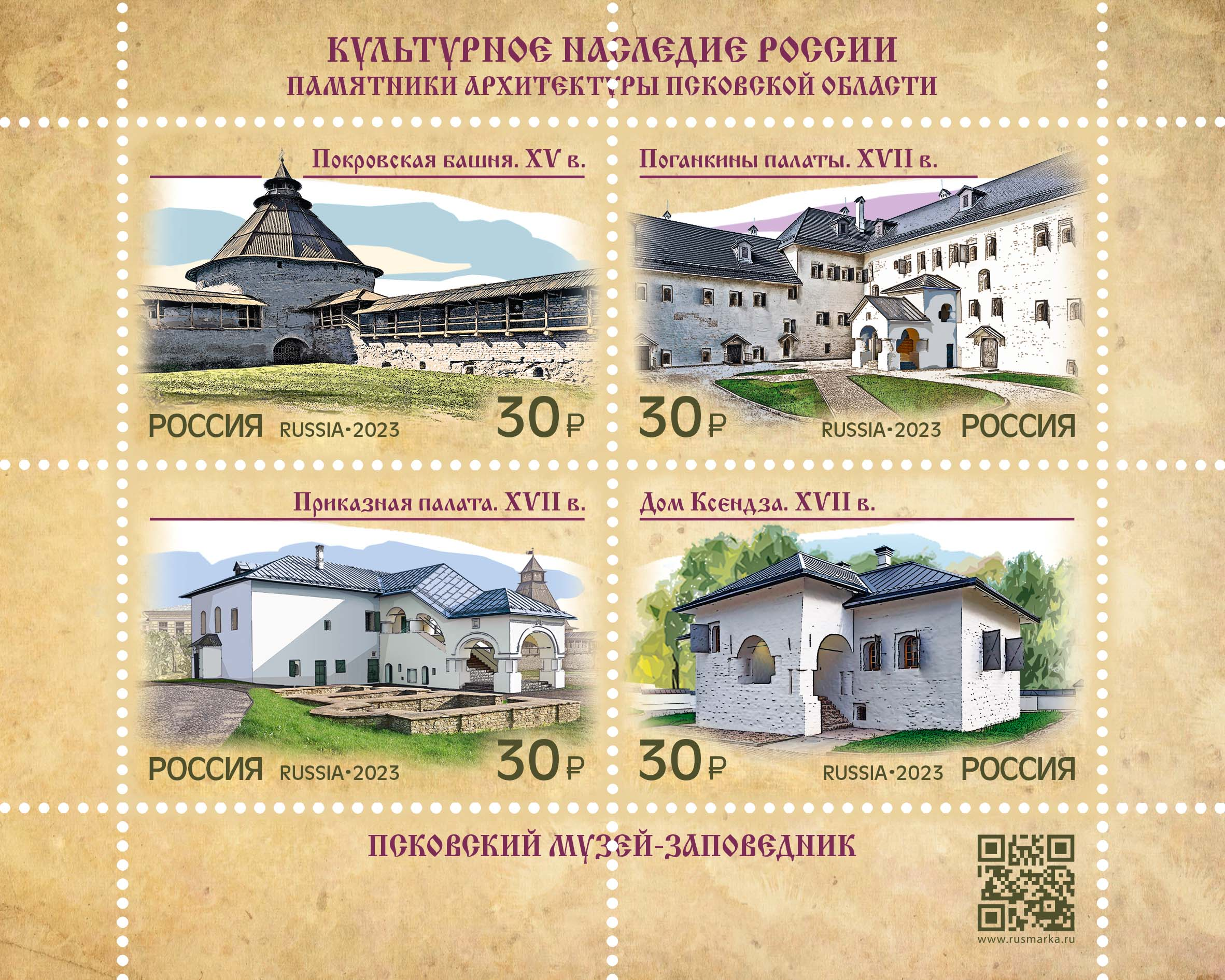
Квартблок 2023 год. Серия «Культурное наследие России. Памятники архитектуры Псковской области»

Объекты культурного наследия (памятники истории и культуры) народов Российской Федерации (сокращённо ОКН) — расположенные на территории России памятники культурного наследия, признанные таковыми в установленном порядке. Министерством культуры Российской Федерации составляется единый государственный реестр объектов культурного наследия.
Официальное (законодательное) определение следующее: «объекты недвижимого имущества (включая объекты археологического наследия) и иные объекты с исторически связанными с ними территориями, произведениями живописи, скульптуры, декоративно-прикладного искусства, объектами науки и техники и иными предметами материальной культуры, возникшие в результате исторических событий, представляющие собой ценность с точки зрения истории, археологии, архитектуры, градостроительства, искусства, науки и техники, эстетики, этнологии или антропологии, социальной культуры и являющиеся свидетельством эпох и цивилизаций, подлинными источниками информации о зарождении и развитии культуры».
В отношении объектов культурного наследия уполномоченными государственными и муниципальными органами оформляются паспорт (с подробным описанием объекта) и охранное обязательство (с перечислением действий, которые можно и нельзя совершать в отношении объекта охраны). На владельцев объектов культурного наследия (собственников, арендаторов и т. д.) возлагаются обязанности по их поддержанию в надлежащем состоянии. Как правило, охранное обязательство запрещает владельцам менять исторический облик фасадов, демонтировать элементы декора, проводить без согласия с органами охраны культурного наследия какие-либо перепланировки.
Отдельную группу памятников культурного наследия, обладающую значительной спецификой, составляют объекты археологического наследия — земельные участки, признанные памятниками археологии. Они страдают от деятельности «чёрных копателей», чьи нелегальные раскопки наносят невосполнимый ущерб научному контексту памятников, безвозвратно уничтожая историческую информацию.

## Нормативно-правовая база
Основополагающие нормы охраны культурно-исторического наследия закреплены в ст. 44 Конституции Российской Федерации:

2. Каждый имеет право на участие в культурной жизни и пользование учреждениями культуры, на доступ к культурным ценностям.
3. Каждый обязан заботиться о сохранении исторического и культурного наследия, беречь памятники истории и культуры.

Выявление, использование, учёт и обеспечение сохранности объектов культурного наследия Российской Федерации регламентируются следующими нормативно-правовыми актами:
- Федеральный закон от 25 июня 2002 года № 73-ФЗ «Об объектах культурного наследия (памятниках истории и культуры) народов Российской Федерации»;
- Указ Президента РФ от 30 ноября 1992 года № 1487 «Об особо ценных объектах культурного наследия народов Российской Федерации»;
- Постановление Правительства РФ от 15 июля 2009 года № 569 «Об утверждении Положения о государственной историко-культурной экспертизе»;
- Постановление Правительства РФ от 12 сентября 2015 года № 972 «Об утверждении Положения о зонах охраны объектов культурного наследия (памятников истории и культуры) народов Российской Федерации и о признании утратившими силу отдельных положений нормативных правовых актов Правительства Российской Федерации»;
- Постановление Правительства РФ от 20 февраля 2014 года № 127 «Об утверждении Правил выдачи, приостановления и прекращения действия разрешений (открытых листов) на проведение работ по выявлению и изучению объектов археологического наследия»;
- Приказ Министерства культуры Российской Федерации от 3 октября 2011 года № 954 «Об утверждении Положения о едином государственном реестре объектов культурного наследия (памятников истории и культуры) народов Российской Федерации»;
- Приказ Минкультуры России от 02.07.2015 № 1905 «Об утверждении порядка проведения работ по выявлению объектов, обладающих признаками объекта культурного наследия, и государственному учету объектов, обладающих признаками объекта культурного наследия»;
- Приказ Министерства культуры Российской Федерации от 2 июля 2015 года № 1906 «Об утверждении формы паспорта объекта культурного наследия».

## Виды объектов культурного наследия
Объекты культурного наследия в соответствии подразделяются на следующие виды:
- памятники — отдельные постройки, здания и сооружения с исторически сложившимися территориями (в том числе памятники религиозного назначения, относящиеся к имуществу религиозного назначения); мемориальные квартиры; мавзолеи, отдельные захоронения; произведения монументального искусства; объекты науки и техники, включая военные; объекты археологического наследия[1][2];
- ансамбли — чётко локализуемые на исторически сложившихся территориях группы изолированных или объединенных памятников, строений и сооружений фортификационного, дворцового, жилого, общественного, административного, торгового, производственного, научного, учебного назначения, а также памятников и сооружений религиозного назначения, в том числе фрагменты исторических планировок и застроек поселений, которые могут быть отнесены к градостроительным ансамблям; произведения ландшафтной архитектуры и садово-паркового искусства (сады, парки, скверы, бульвары), некрополи, объекты археологического наследия[1];
- достопримечательные места — творения, созданные человеком, или совместные творения человека и природы, в том числе места бытования народных художественных промыслов; центры исторических поселений или фрагменты градостроительной планировки и застройки; памятные места, культурные и природные ландшафты, связанные с историей формирования народов и иных этнических общностей на территории Российской Федерации, историческими (в том числе военными) событиями, жизнью выдающихся исторических личностей; объекты археологического наследия; места совершения религиозных обрядов; места захоронений жертв массовых репрессий; религиозно-исторические места. В границах территории достопримечательного места могут находиться памятники и (или) ансамбли[1][3].

## Категории объектов культурного наследия
Объекты культурного наследия подразделяются на следующие категории историко-культурного значения:
- объекты культурного наследия федерального значения — объекты, обладающие историко-архитектурной, художественной, научной и мемориальной ценностью, имеющие особое значение для истории и культуры Российской Федерации, а также объекты археологического наследия;
- объекты культурного наследия регионального значения — объекты, обладающие историко-архитектурной, художественной, научной и мемориальной ценностью, имеющие особое значение для истории и культуры субъекта Российской Федерации;
- объекты культурного наследия местного (муниципального) значения — объекты, обладающие историко-архитектурной, художественной, научной и мемориальной ценностью, имеющие особое значение для истории и культуры муниципального образования.

Кроме того, Федеральным законом «Об объектах культурного наследия (памятниках истории и культуры) народов Российской Федерации» определена категория выявленные объекты культурного наследия, в которую включаются вновь выявленные объекты до момента внесения их в единый государственный реестр.

## Особо ценные объекты культурного наследия
Наряду с видами и категориями объектов культурного наследия в российском законодательстве выделяются особо ценные объекты культурного наследия. К ним относятся расположенные на территории Российской Федерации историко-культурные и природные комплексы, архитектурные ансамбли и сооружения, предприятия, организации и учреждения культуры, а также другие объекты, представляющие собой материальные, интеллектуальные и художественные ценности эталонного или уникального характера с точки зрения истории, археологии, культуры, архитектуры, науки и искусства.
Объекты культурного наследия, отнесённые Указом Президента Российской Федерации к числу особо ценных, включаются в Государственный свод особо ценных объектов культурного наследия народов Российской Федерации, депозитарием которого является Минкультуры России, и могут быть также представлены в ЮНЕСКО для включения их в Список всемирного наследия от имени Российской Федерации.
По данным единого государственного реестра объектов культурного наследия (памятников истории и культуры) народов Российской Федерации на 26 июня 2016 года на территории государства зарегистрировано 59 особо ценных объектов, среди которых: достопримечательное место «Бородинское поле» (включая расположенные в его зоне памятники, монументы и архитектурные сооружения) и ансамбль «Пулковская обсерватория», являющийся компонентом объекта Всемирного наследия ЮНЕСКО «Исторический центр Санкт-Петербурга и связанные с ним комплексы памятников» (серийный № 540—008). Учёт объектов культурного наследия является основополагающим направлением в сфере охраны памятников истории и культуры в РФ. Учёт проводится силами Министерства культуры Российской Федерации. Для систематизации и упорядочения учёта объектов культурного наследия используются специальные формы и системы автоматизации.

## Охранные зоны
Федеральный закон от 5 апреля 2016 года № 95-ФЗ  предполагает установление защитных зон, прилегающих к памятникам и ансамблям, включённым в единый государственный реестр объектов культурного наследия. В пределах защитных зон запрещены строительство объектов капитального строительства и их реконструкция, связанная с изменением их параметров (высоты, количества этажей, площади), за исключением строительства и реконструкции линейных объектов. Если памятник расположен в границах населенного пункта, граница его защитной зоны будет установлена на расстоянии 100 м от внешних границ территории памятника. Для памятников, расположенных вне населенных пунктов, защитная зона увеличена до 200 м. Что касается ансамблей, для них эти показатели составляют 150 м и 250 м соответственно. Если же у объекта культурного наследия нет утвержденных границ, то граница устанавливаются на расстоянии 200 м от внешней стены памятника либо от общего контура ансамбля, образуемого соединением точек наиболее удаленных элементов ансамбля, включая парковую территорию. Для случаев, когда объект культурного наследия расположен не в населенном пункте, граница защитной зоны возрастает до 300 м.

## Проблемы охраны культурного наследия
Причиной удручающего состояния значительной части памятников культурного наследия является хроническое недофинансирование. Многие объекты, особенно расположенные в удаленных районах и не имеющие статуса ОКН федерального значения, годами не получают достаточных средств даже на консервацию, не говоря уже о полноценной реставрации, что ведет к их прогрессирующему разрушению под воздействием времени и климата, а также из-за отсутствия элементарного ухода. 

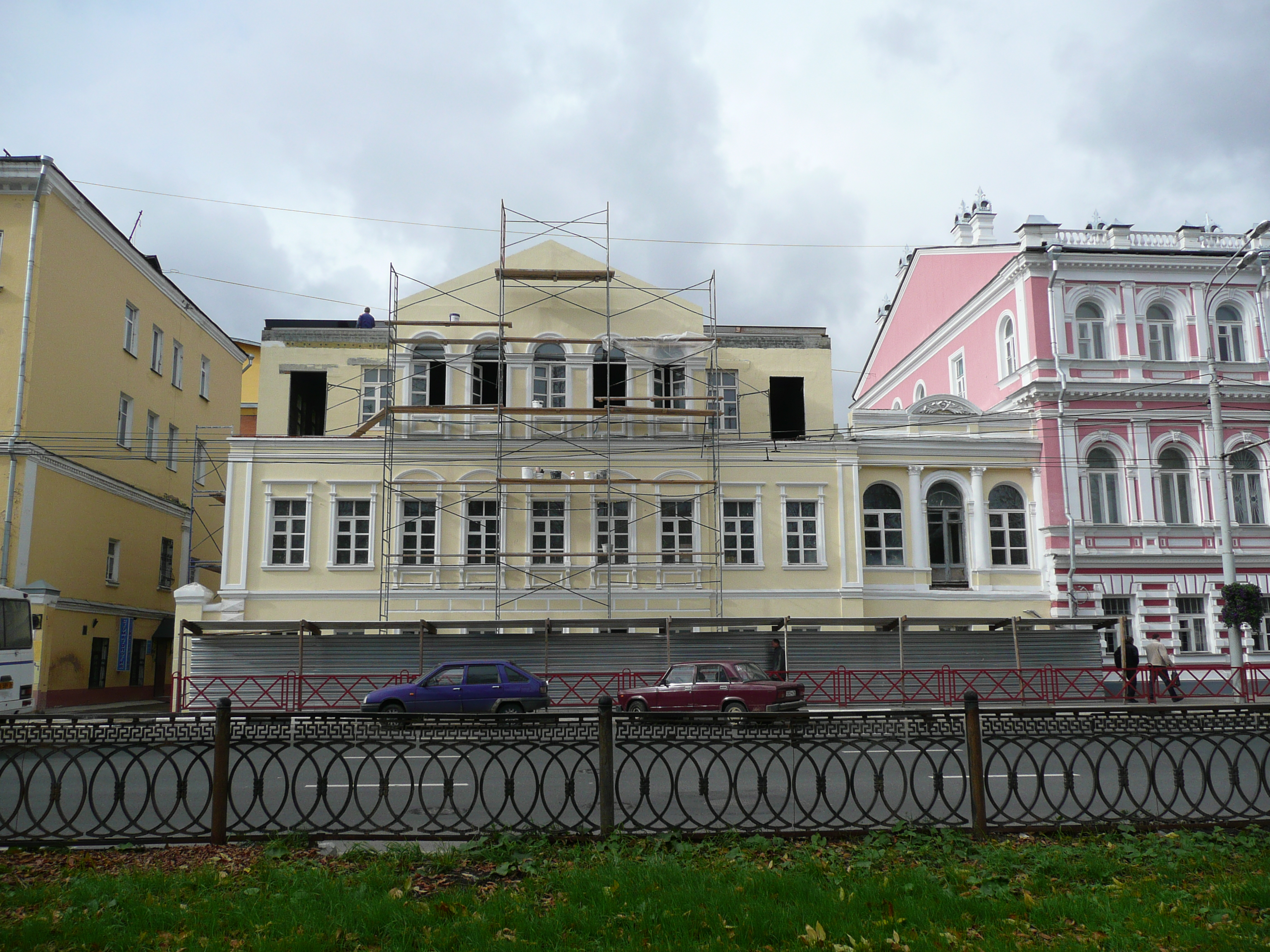
Памятник культурного наследия федерального значения в историческом центре Ярославля надстраивается лишним этажом, искажая пропорции

С недостаточным финансированием связана и проблема кадрового дефицита. Профессия реставратора, требующая высокой квалификации и глубоких знаний традиционных технологий, остается малооплачиваемой и непрестижной, что приводит к оттоку специалистов и недостатку молодых кадров, способных сохранять уникальные навыки.
Процедуры согласования реставрационных работ часто излишне бюрократизированы и длительны, в то время как механизмы реального контроля за состоянием памятников и соблюдением охранных обязательств собственниками (особенно частными) остаются недостаточно эффективными. Наказания за нарушения, включая незаконные перестройки или сносы, часто несоразмерны нанесенному ущербу и не служат достаточным сдерживающим фактором.
Ускоряют разрушение памятников культурного наследия (часто уже ослабленных недостатком ухода) климатические особенности России — резкие перепады температур, высокая влажность, промерзание грунтов, регулярные наводнения. В наиболее уязвимом положении находится деревянное зодчество (визитная карточка Русского Севера) из-за высокой пожароопасности и подверженности гниению.
В начале 2020-х годов государство пошло на ряд послаблений для потенциальных владельцев ОКН. Например, появилась возможность выкупить у государства ОКН в неудовлетворительном состоянии без проведения аукциона. В этом случае новый собственник принимает на себя обязательство провести реставрацию памятника в установленный срок (до 7 лет). Начальная цена может быть символической (например, 1 рубль), но задаток составляет 20% кадастровой стоимости.

### Проблемы сохранения религиозных памятников
Отдельную сложность представляют объекты культурного наследия, находящиеся в пользовании Русской православной церкви и иных религиозных организаций. Баланс между их религиозным использованием и необходимостью сохранения историко-культурной ценности не всегда легко достижим. Например, священники на местах любят на московский манер золотить купола храмов, которые по многовековой традиции соответствующего региона никогда не имели золочения, чем нарушают исторический архитектурный облик памятников. Древняя стенопись иногда оказывается «поновлённой» таким образом, что производит впечатление современной.
С другой стороны, у малолюдных приходов, особенно в сельской местности, часто нет средств для изготовления проектной документации, которая необходима для проведения реставрации, а за начало ремонта без проекта им грозят штрафы. Никандр (Пилишин) указывает, что камнем преткновения нередко становится даже требование устанавливать в полуразрушенных храмах только соответствующие традиции деревянные окна, которые обычно стоят существенно дороже пластиковых:
Получается: пока храм заброшен и нет никому дела до него — пусть разрушается. Но если появляется инициативная группа верующих людей и говорит: мы сейчас поставим, допустим, пластиковые окна как временную меру на первый год, чтобы закрыть контур… Нет, невозможно это сделать согласно закону.